# ショート・マネー
ショート・マネー（英語: Short Money）とは、イギリスにおける庶民院の野党に対する年間助成金の通称である。ショート・マネーは、与党と異なり政府の官僚機構等を十分には活用できない野党の議会活動を助ける目的で支給される。野党が議会活動を遂行するための資金、旅費とその関連経費、野党党首の事務所の運営費が含まれる。
この通称は、初めて野党への資金提供を提案した庶民院院内総務であるエドワード・ショートにちなむ。貴族院にはこれに対応するものとしてクランボーン・マネーがある。

## 起源
ショート・マネーは、1974年4月12日の女王演説での「わが閣僚は、野党がより効果的に議会機能を果たせるよう、財政支援の提供を検討する」という公約ののち、1974-76年のハロルド・ウィルソン内閣によって、ラウントリー・スキームに代わる公的なものとして導入された。

1974年7月、エドワード・ショートは議員手当に関する声明の中で提案について詳細に言及した。
| 「 | より差し迫った必要性は、議会における野党に追加の支援を提供することー野党が議会における役割を十分に果たすため、まさに必要としている支援を提供することである。然る時の野党、そしておそらくは院全体がラウントリー・スキームから大きな恩恵を受けた。そして今、より永続的な措置が必要とされている。女王演説での公約ののち、私は野党の皆様と非常に有益な議論を持つことができた。今年秋には、具体的な提案を議会に提出する予定である。 | 」 |

現在の制度は1999年5月26日の庶民院決議に基づき運営されている。

## 受領
ショート・マネーは直近の総選挙において少なくとも2議席を獲得するか、1議席かつ15万票以上の票を獲得した全ての庶民院における野党に対して支出される。
制度は三つの部門を持つ。
1. 野党の議会活動を支援するための資金援助
2. 野党の旅費及び関連経費の資金援助
3. 野党党首の事務所の運営費に充てるための資金援助

ショート・マネーは議員が忠誠の誓いを立てていない政党（例として、シン・フェイン党）に対しては提供されない。これは、制度が議会活動に対する補助として導入されたものであるためである。これに対して、2006年2月に動議が可決され「議会に出席しないことを選んだ議員によって代表される政党」に対しては「党の代表として指名された議員が、党を代表する業務に関連して、スタッフの雇用とその関連支援にあたって専ら発生する必要経費」について資金を提供することになった。これはショート・マネーと同じ条件で算出される。他の野党は議会活動を補助するショート・マネーを利用することができるが、代表業務における同等の利用は認められていない。

## 2023年の支出額
2023年4月1日からの会計年度において、資格のある政党は以下の金額を受領した。金額は、消費者物価指数（CRI）に応じて変動する。
野党に対する一般資金援助
直近の選挙で獲得した1議席あたり£21,438.33＋政党が獲得した票数200票あたり£42.82
野党に対する旅費援助
£235,511.46を上記の「一般資金」で各野党に与えられた額と同じ割合で各野党に配分
野党党首の事務所経費
野党党首事務所の運営費として£998,817.35を提供。
この資金はリフォームUKや緑の党のような、広範に分散した支持基盤を持つ政党の支援に役立っている。
2015年7月の予算において、ジョージ・オズボーン財務相はショート・マネーを19パーセント削減したが、これが明らかになったのは11月の秋季声明でのことだった。この措置は強く非難されたが、閣僚は他の財政支出も同様に削減されていると主張した。また、インデクセーションがより広範な小売物価指数（RPI）インフレ率からCRIに変更された。